# Skepperstad
Skepperstad är en kyrkby i Skepperstads socken, Sävsjö kommun belägen öster om Sävsjö.

## Historia
Skepperstad är en plats med mycket gamla anor då namnet troligtvis uppkommit på grund av dess, för flera tusen år sedan, strategiska läge vid den dåvarande strandlinjen. Fornlämningar vid de södra klipphällarna i Skepperstad har tydliga spår av mycket gamla förtöjningsanordningar för båtar, därav namnet Skepperstad. Tyvärr är nu förtöjningarna borta vid vägarbeten. Namnet kan idag verka konstigt då den enda vattenkontakt byn har är genom den mycket lilla Skepperstadsån. Namnet kan syfta på något mansnamn.

## Samhället
Skepperstads kyrka är en av många kyrkor i området. Kyrkan har mycket gamla anor trots att den inte har det klassiska 1100-talsutseendet kvar. Kyrkan försågs mycket tidigt med ett kyrktorn (troligen redan runt år 1200) om än kyrktornet inte har kvar sitt gamla utseende. Kyrkan anses vara en av de många så kallade Njudungskyrkorna som påträffas runt om i Sävsjö och Vetlanda kommun. 
Innan fanns det i Skepperstad både ett flertal lanthandlar samt skola men idag är allt nedlagt och äffärslivet har koncentrerats till Sävsjö och Vetlanda.